# Bintage
『Bintage』（ビンテージ）は、BREAKERZの8枚目のアルバム。2024年7月24日、ZAIN RECORDSから発売された。

## 概要
自身が重ねてきたキャリアをビンテージワインに例え、“Vintage”とバンド名の頭文字“B”が融合した造語“Bintage”をアルバムタイトルにし、デビューから18年を迎えても“BREAKERZとしての変わらないスタイルをさらに追求”した作品となった。
初回限定版AはWANDSとの対バンライブ「ROCK BONDZ -WANDS × BREAKERZ-」からBREAKERZが披露した部分を収録。初回限定版Bは2015年5月20日、代々木公園野外音楽堂におよそ6000名の観衆が集結したBREAKERZ再始動日に開催されたフリーライブを完全収録。

## 収録曲
CD
1. LADY CAT
作詞・作曲：AKIHIDE
2. CHANGE THE BAD FUTURE
作詞・作曲：DAIGO
3. Bintage
作詞：DAIGO　作曲：SHINPEI
4. あの空のフリージア
作詞・作曲：DAIGO
5. 真夏の雨
作詞・作曲：AKIHIDE
6. Killer
作詞・作曲：DAIGO
7. Free! Free!
作詞・作曲：AKIHIDE
8. I love my son
作詞・作曲：DAIGO
「ゼロワングランドスラム2024」テーマソング
9. ふわり
作詞・作曲：DAIGO
10. RESTART OF LIBERTY
作詞・作曲：DAIGO

DVD（初回限定版A）
1. 激情
2. Judgment
3. SUMMER PARTY
4. Miss Mystery
5. BAMBINO ～バンビーノ～
6. オーバーライト
7. SWEET MOONLIGHT
8. REAL LOVE
9. 灼熱
10. LIKE A CRYSTAL

DVD（初回限定版B）
1. WE GO
2. NO SEX NO LIFE
3. Everlasting Luv
4. 絶対! I LOVE YOU
5. SUMMER PARTY
6. 灼熱
7. DESTROY CRASHER
8. B.R.Z～ 明日への架橋～（アンコール）
9. WE GO（アンコール）